# Jatropha subaequiloba
Jatropha subaequiloba är en törelväxtart som beskrevs av Radcl.-sm.. Jatropha subaequiloba ingår i släktet Jatropha och familjen törelväxter. Inga underarter finns listade i Catalogue of Life.

## Bildgalleri

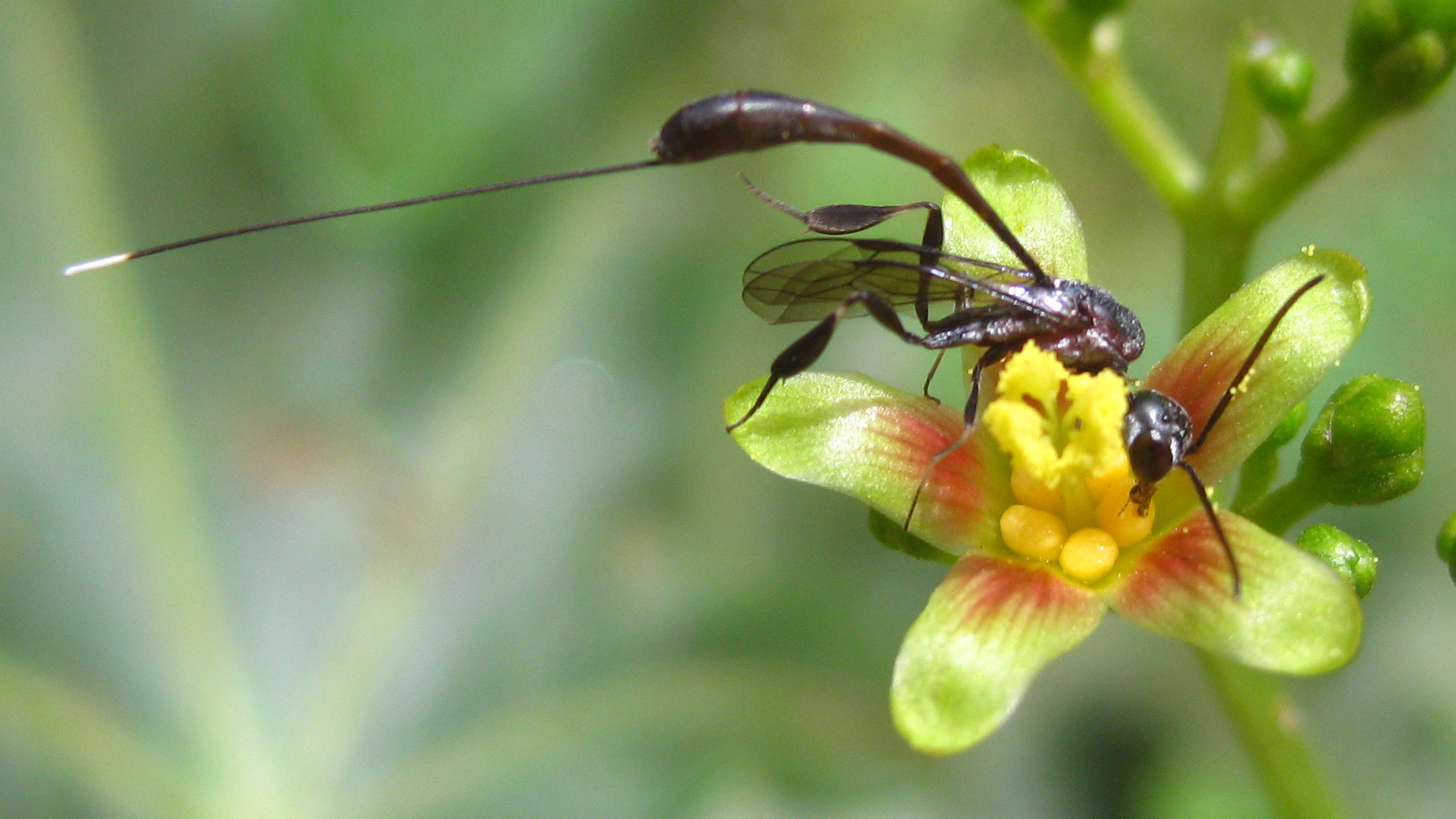
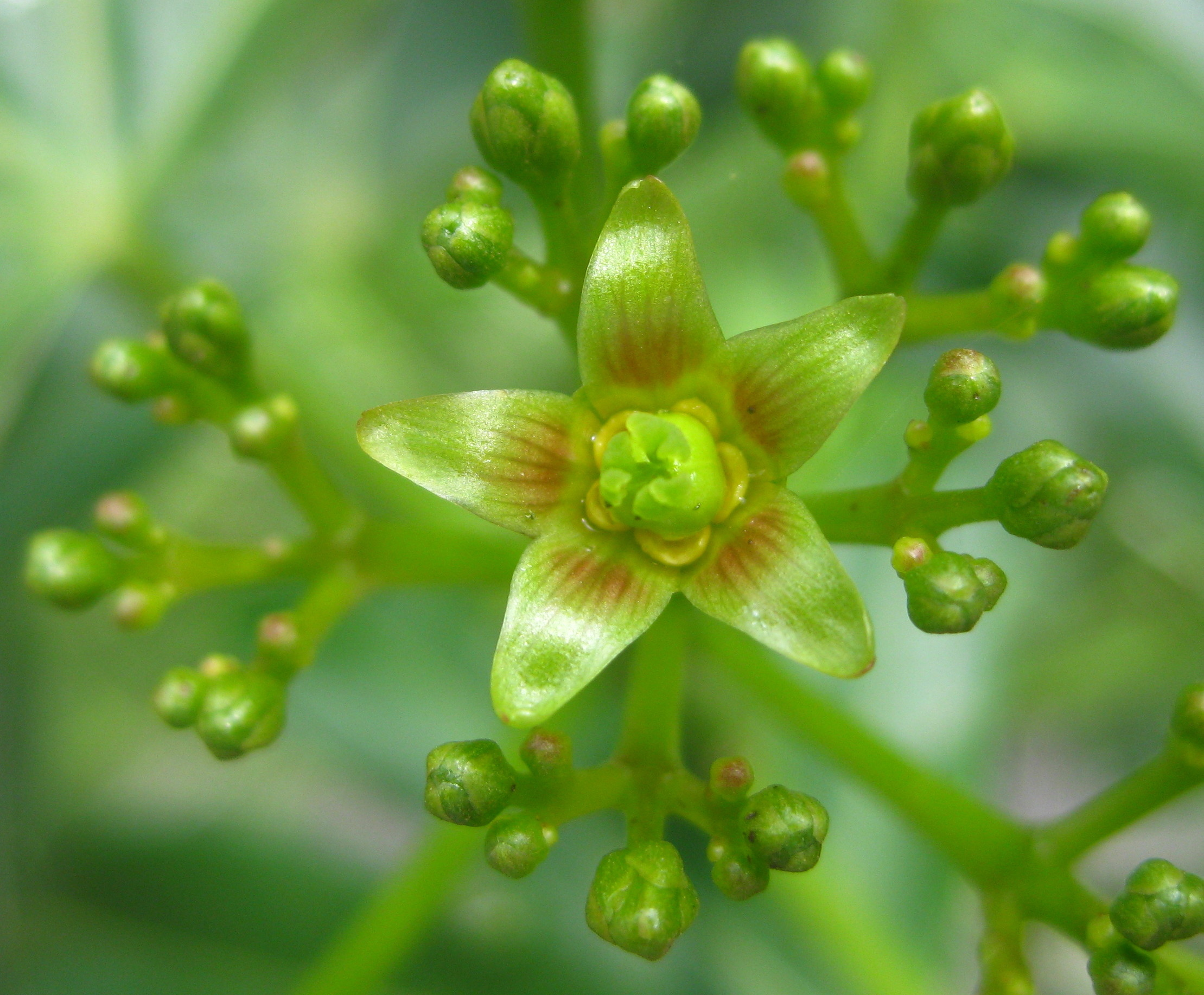
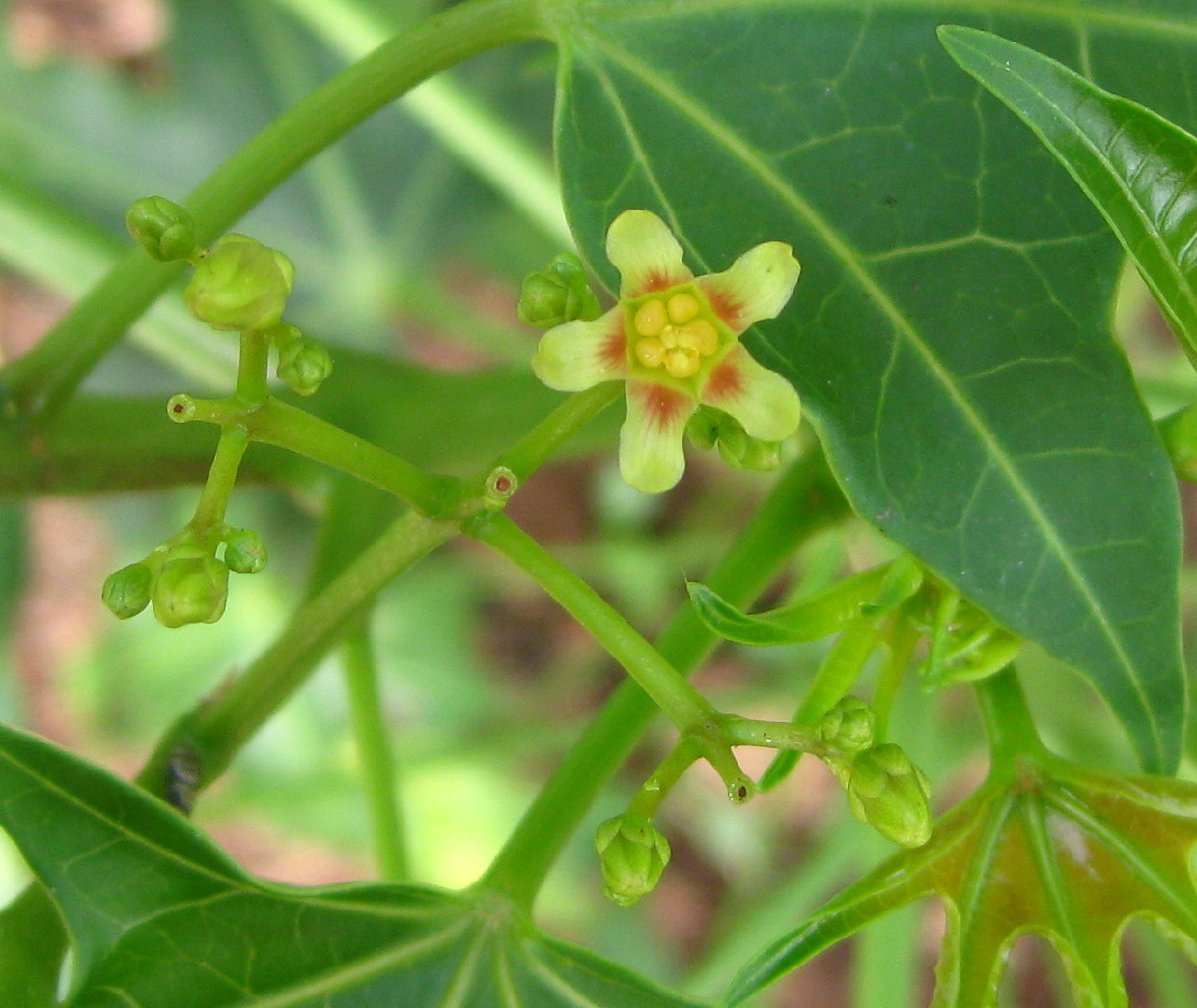
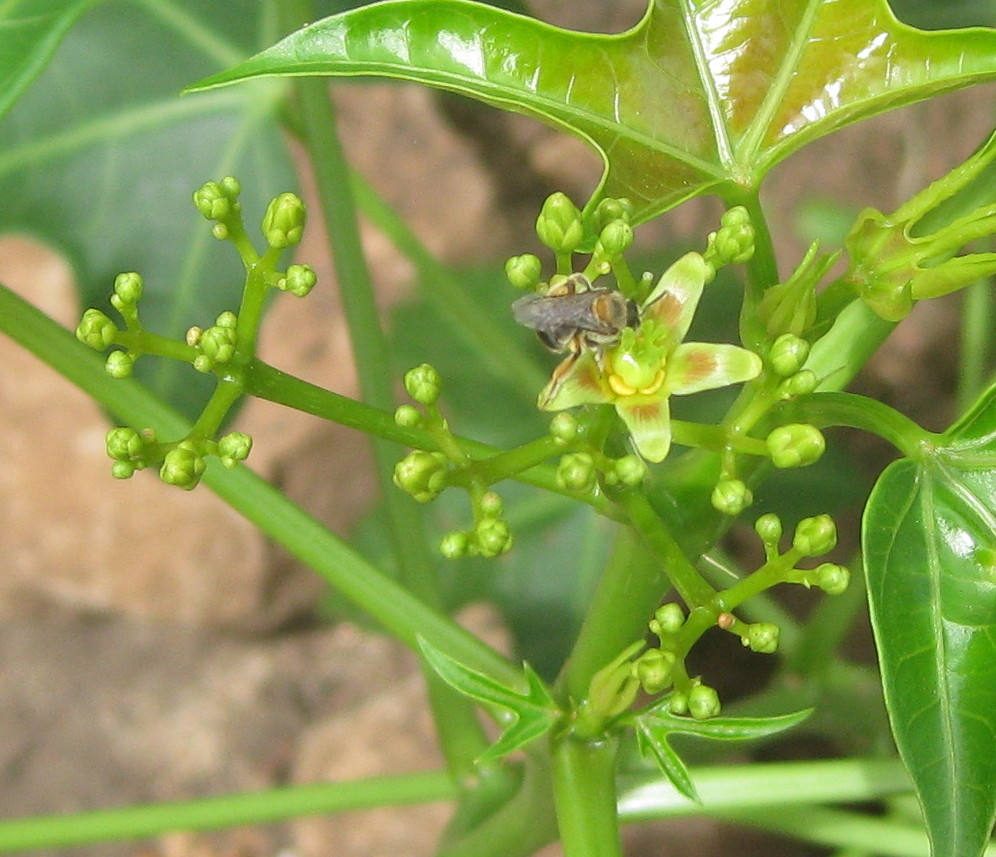